# Cladoxerus clinterius
Cladoxerus clinterius är en insektsart som först beskrevs av John Obadiah Westwood 1859.  Cladoxerus clinterius ingår i släktet Cladoxerus och familjen Phasmatidae. Inga underarter finns listade i Catalogue of Life.